# 盖维耶尔
盖维耶尔，是西班牙瓦伦西亚自治区卡斯特利翁省的一个市镇。总面积18平方公里，总人口200人（2001年），人口密度11人/平方公里。